# Metairie, Louisiana
Metairie este un loc desemnat pentru recensământ (LDR) în Parohia Jefferson, Louisiana, SUA și o mare parte din zona metropolitană din New Orleans. Metairie este cea mai mare comunitate în Parohia Jefferson și al cincilea LDR, după numărul de locuitori, din SUA. Este o comunitate neîncorporată care ar fi al patrulea cel mai mare oraș din Louisiana, dacă ar fi încorporată. Codurile ZIP sunt 70001-70006.

## Etimologia numelui
Métairie este termenul francez pentru o fermă mică de arendaș care plătea moșierului o parte din producție, cunoscută sub numele de dijmă (zeciuială) În anii 1760, mulți dintre fermierii de origine franceză erau arendași; după Războiul Civil American, majoritatea locuitorilor comunității erau dijmași până la urbanizarea care a început în anii 1910.

## Personalități născute aici
- Ellen DeGeneres (n. 1958), actriță.
- Actrițele surori, Madison Wolfe și Meghan Wolfe, s-au născut, de asemenea aici.[4][5]